# Jacek Kaczmarski
Jacek Marcin Kaczmarski AFI ['jat͡sɛk kat͡ʂˈmarskʲi] ( ? i  escolteu-ne la pronunciació en polonès) (22 de març del 1957, Varsòvia - 10 d'abril del 2004, Gdańsk) fou un cantautor i poeta polonès.
Kaczmarski fou una veu del moviment sindical Solidarność a la Polònia de 1980, pel seu compromís amb una Polònia lliure, independent del règim soviètic. Les seves cançons van criticar el règim comunista al poder i van apel·lar a la tradició de la resistència patriòtica dels polonesos. Segueix sent més conegut per la seva cançó protesta en temes socials i polítics ("Mury" - Murs) sobre la base de "L'Estaca" del cantautor català Lluís Llach, "Obława" (Caça del llop - lit."Caça"). No obstant això, era més un poeta que un cantant de temes polítics, i els seus textos no han perdut la seva importància amb la desaparició de la Unió Soviètica i el bloc comunista.
Va fer el seu debut el 1977 al Festival de la Cançó Estudiantil, on va ser guardonat amb el primer
premi per la seva obra "Obława" (Caça del llop (lit. Raid)), basat en la cançó "Охота на волков" de Vladímir Vissotski. El 1980 va guanyar el segon premi en el Festival nacional de música polonesa per "Epitafium dla Włodzimierza Wysockiego" (Epitafi de Vladímir Vissotski).
Kaczmarski estava de gira a França quan es va declarar la llei marcial a Polònia el desembre de 1981. Va viure en l'exili fins al 1990. Durant aquests anys intermedis va donar concerts a Europa occidental, Estats Units, Canadà, Austràlia, Sud-àfrica i Israel. Des de 1982 va treballar com a editor i periodista de Radio Free Europe i va presentar el seu propi programa de ràdio, "Kwadrans Jacka Kaczmarskiego" (Quinze minuts amb Jacek Kaczmarski).
Després del seu retorn a Polònia (després de les negociacions de la Taula rodona que van posar fi al règim comunista) va recórrer el país amb el seu amic i artista Zbigniew Łapiński. La gira va ser gravada i llançada al mercat com un disc en directe, i va aconseguir l'estat de disc d'or des de 2001. Els seus altres àlbums inclouen "Mury" (Murs), "Nasza Klasa" (La nostra classe), "Raj" (Paradís), "Muzeum" ( Museu), "Pochwała łotrostwa" (Elogi de la vilesa), "Wojna postu z karnawałem" (La guerra entre Carnaval i Quaresma). No obstant això, Kaczmarski aviat es va desil·lusionar pels esdeveniments a Polònia després de 1989 i finalment va emigrar a Austràlia.
Kaczmarski era conegut no només pels seus lletres amb motius polítics sinó també per la seva forma de tocar la guitarra clàssica, característicament dinàmica - fins i tot agressiva - i el seu estil d'interpretació expressiu. El seu profund coneixement no només de la història de la seva nació, sinó també de la literatura clàssica va donar a les seves cançons una ressonància particularment profunda i de múltiples capes (per exemple, a "Powtórka z Odysei", va recordar l'Odissea d'Homer, i amb "Lalka" ("Nina") va donar un cop magistral al cor d'una fascinant novel·la polonesa). Sovint actuava davant públics força diferents: grups d'amics a casa, campus universitaris, i grans sales de concerts a Polònia, la resta d'Europa i Amèrica.
A Kaczmarski li van diagnosticar càncer de laringe el 2002. Va morir en un hospital de Gdańsk el 2004.